# Горбачёва, Ольга Александровна
Ольга Александровна Горбачёва (род. 25 марта 1988, Москва) — российская профессиональная баскетболистка, выступающая за команду МБА. Мастер спорта России

## Карьера
Воспитанница спортшколы «Тринта», тренировалась у Александра Георгиевича Дирацуяна и Людмилы Викторовны Русских. Первой взрослой командой в карьере Горбачевой стало «Динамо» (Московская обл.), позже трансформировавшееся в БК «Москва». Привлекалась в различные юниорские и молодежную сборные страны. С 2008 по 2010 годы Горбачёва играла в Австрии за «Флайинг Фоксес». В его составе баскетболистка становилась чемпионкой страны.
После перерыва, связанного с рождением дочери, центровая вернулась в спорт. В сезоне 2012/13 она выступала в Премьер-Лиге за ивановскую «Энергию». Затем Горбачёва перешла в «Вологду-Чеваката». С июля 2015 года баскетболистка играет в МБА.

## Достижения
- Чемпионка Австрии (2): 2008/09, 2009/10.
- Бронзовый призер Чемпионата России (1): 2020/21.
- Финалист Кубка России (1): 2017/18.
- Бронзовый призер Кубка России (1): 2020/21.